# موتور یارمحمد (زاهدان)
موتور یارمحمد یا موتور باز محمد یا حاجی خان داد روستایی در دهستان دومک بخش نصرت‌آباد شهرستان زاهدان استان سیستان و بلوچستان ایران است.

## جمعیت
بر پایه سرشماری عمومی نفوس و مسکن در سال ۱۳۹۵ جمعیت این مکان ۶۱ نفر (۱۶خانوار) بوده‌است.